# 25165 Leget
25165 Leget este o planetă minoră (asteroid), cu un diametru de 3,125 km, din centura de asteroizi. A fost descoperită pe 19 septembrie 1998 la Stația Anderson Mesa de Lowell Observatory Near-Earth-Object Search. 
Obiectul prezintă o orbită caracterizată de o semiaxă mare de 2,3953882 UAi, o excentricitate de 0,24, o înclinație de 6,94381 ° în raport cu ecliptica.